# Karma Phuntsho

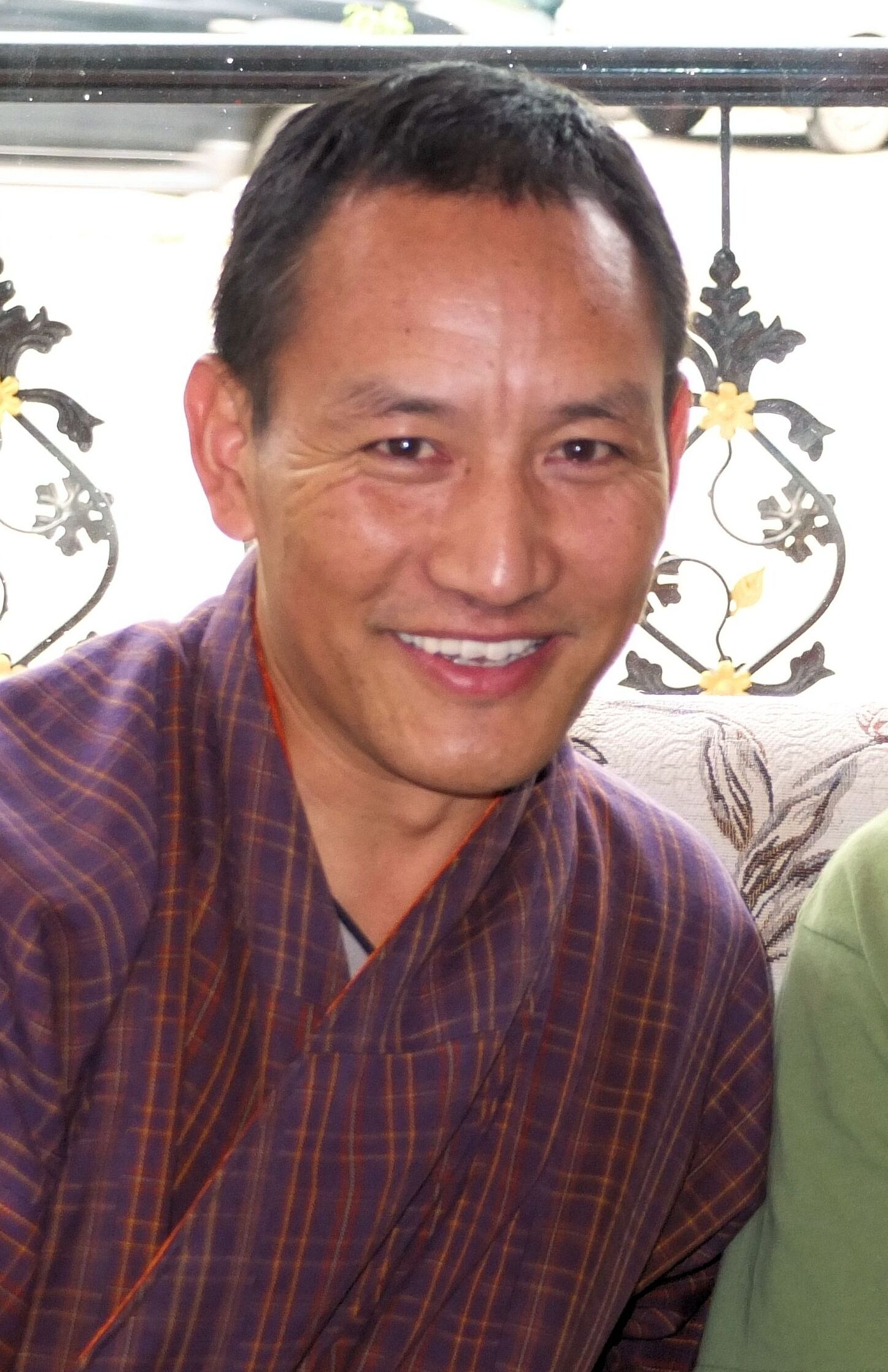
Karma Phuntsho (2013)

Loden Karma Phuntsho (bhutanisch ཀརྨ་ཕུན་ཚོགས; geb. 1968 in Ura, Bumthang) ist ein bhutanischer Gelehrter, der sich mit dem Buddhismus und den Ländern der Himalaya-Region beschäftigt. 2024 wurde er mit dem Ramon Magsaysay Award ausgezeichnet, der als der „asiatische Friedensnobelpreis“ bezeichnet wird.

## Biographie

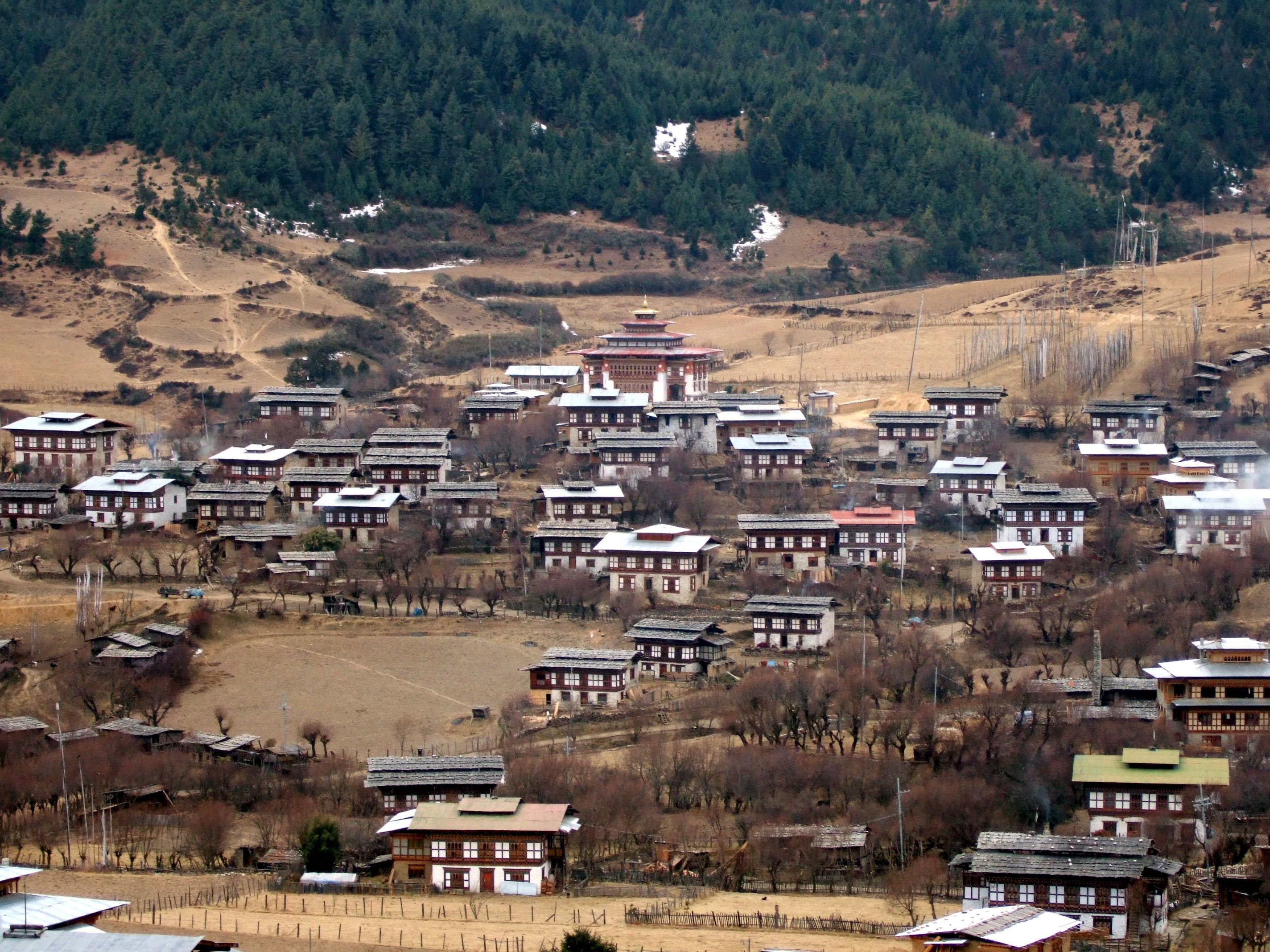
Karma Phuntshos Geburtsort Ura

Karma Phuntsho kam 1968 in Ura im zentralbhutanischen Distrikt Bumthang zur Welt. Er wurde als drittes Kind des Hauses Tothchukpo geboren. Seine Mutter stammt aus der Familie Gaden Lam, die ihren Ursprung auf Phajo Drugom Zhigpo zurückführt, den Priester, der die Drugpa-Kagyü-Tradition des tibetischen Buddhismus in den Westen Bhutans brachte. Karma lernte die grundlegenden Chokey-Alphabete und Gebete von seinem Vater, einem Priester und Bauern aus der Familie Tsakaling Choje, die ihre Abstammung auf Bhutans Heiligen Pema Lingpa zurückführt. Er besuchte die Grundschule und die Jakar-Sekundar-Schule in Ura und verbrachte die meisten seiner Schul-Winterferien damit, dem Kuhhirten der Familie im benachbarten Distrikt Lhuntse zu helfen.
1986 zog er nach Thimphu, wo er für kurze Zeit die Yangchenphug Higher Secondary School besuchte, wurde dann aber Mönch und studierte im Chagri-Kloster den Buddhismus. Später setzte er seine Studien in Südindien fort und verbrachte ein Jahr im Sera-Kloster. Seit 1994 unterrichtet er Buddhismus und verwandte Themen am Ngagyur Nyingma Institut in Bylakuppe im südwestindischen Bundesstaat Karnataka.
Phuntsho beobachtete, dass viele junge westlich gebildete Bhutaner auf die oft hochgebildeten Mönche herabblickten. So begann er 1997 ein Studium am Balliol College in Oxford, wo er einen M.St in Sanskrit und klassischen indischen Religionen bei Richard Gombrich und Michael Aris erwarb. Im Jahr 2003 promovierte er zum Ph.D. in Buddhistischen Studien an der Oxford University.

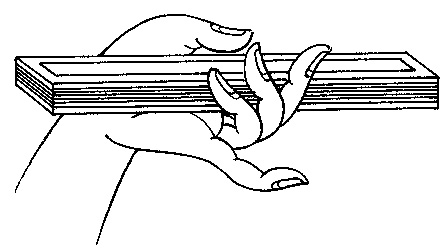
Logo der Loden Foundation

In Bhutan gründete er die Loden Foundation, eine gemeinnützige Organisation zur Förderung von Bildung und Unternehmertum in Bhutan, sowie die Shejun Agency for Bhutan's Cultural Documentation and Research, die später mit der Loden Foundation fusionierte.

## Auszeichnungen
- 2015 Choice Outstanding Academic Title Award für The History of Bhutan
- 2024 Ramon Magsaysay Award

## Veröffentlichungen (Auswahl)

### Bücher
- The History of Bhutan. Random House India, Nodia 2013, ISBN 978-81-8400-311-6 (englisch).
- Mipham's Dialectics and Debates on Emptiness: To Be, Not to Be or Neither. (= Routledge Critical Studies in Buddhism). RoutledgeCurzon, London 2005, ISBN 0-415-35252-5 (englisch).
- Twilight Cultures. Shejun, Thimphu 2015, ISBN 978-99936-11-04-2 (englisch).
- The Autobiography of Terton Pema Lingpa. Shejun, Thimphu 2015, ISBN 978-99936-53-22-6 (englisch).
- The Biography of Thugse Dawa Gyaltshen. Shejun, Thimphu 2015, ISBN 978-99936-53-23-3 (englisch).
- The Biography of Gyalse Pema Thinley. Shejun, Thimphu 2015, ISBN 978-99936-53-24-0 (englisch).
- ཚད་མའི་བསྟན་བཅོས་རིགས་པའི་ཐེམ་སྐས།. (deutsch: Die Leiter der Logik). Ngagyur Nyingma Institute, Byallakuppe 1997 (tibetisch).

### Artikel
- Ramon N. Prats (Hrsg.): The Pandita and the Siddha: Tibetan Studies in Honour of E. Gene Smith. Amnye Machen Institute, New Delhi 2007, ISBN 978-81-86227-37-4, Ju Mi pham rNam rgyal rGya mtsho: His Position in the Tibetan Religious Hierarchy and a Synoptic Survey of His Contributions (englisch).
- Karma Ura (Hrsg.): Media and Public Culture:Proceedings of the Second International Seminar on Bhutan Studies. Centre for Bhutan Studies, Thimphu 2007, ISBN 978-99936-14-41-8, The Marriage of the Media and Religion: For Better or Worse, S. 19–30 (englisch, org.bt [PDF]).
- Shifting Boundaries: Pramāṇa and ontology in Dharmakīrti's epistemology. In: Journal of Indian Philosophy. 33. Jahrgang, Nr. 4. Springer, August 2005, S. 401–419, doi:10.1007/s10781-004-3998-0 (englisch, org.bt [PDF]).
- Karma Ura, Sonam Kinga (Hrsg.): The Spider and the Piglet: Proceedings of the First International Seminar on Bhutan Studies. Centre for Bhutan Studies, Thimphu 2004, ISBN 99936-14-22-X, Echoes of Ancient Ethos: Reflections on Some Popular Bhutanese Social Themes, S. 564–580 (englisch, org.bt [PDF]).
- H.H. Khenpo Jigme Phuntsho: A Tribute and a Translation. In: Journal of Bhutan Studies. 11. Jahrgang. Centre for Bhutan Studies, Thimphu 2004, S. 129–136 (englisch, org.bt [PDF]).
- On the Two Ways of Learning in Bhutan. In: Journal of Bhutan Studies. 2. Jahrgang, Nr. 2. Centre for Bhutan Studies, Thimphu 2000, S. 96–126 (englisch, org.bt [PDF]).

### Monographien in Klassischem Tibetisch
- རྫོགས་པ་ཆེན་པོའི་བཅིང་གྲོལ་གྱི་གཞི།. (deutsch: Die Grundlage der großen Aufklärung). Ngagyur Nyingma Institute, Byallakuppe 1996 (tibetisch).
- དཔལ་ལྡན་ཟླ་བའི་རང་མཚན་གྱི་གྲུབ་པ་འགོག་པའི་སུན་འབྱིན་རྣམ་གསུམ།. (deutsch: Die drei Einwände von Candrakīrti gegen die Befürworter einer individuell charakterisierten Existenz). Ngagyur Nyingma Institute, Byallakuppe 1996 (tibetisch).

### Internetveröffentlichungen
- In response to Dzongsar Jamyang Khyentse's article. In: Bhutan Observer. 14. Mai 2010, abgerufen am 18. November 2014 (englisch).
- Bhutanese Reform Nepalese Criticism. In: Society Switzerland-Bhutan. 13. Oktober 2006, archiviert vom Original am 29. November 2014; abgerufen am 18. November 2014 (englisch).